# Roger Laurent
Roger Olivier Antoine Fernand Laurent (* 21. Februar 1913 in Lüttich; † 6. Februar 1997 in Uccle) war ein belgischer Motorrad- und Automobilrennfahrer.

## Karriere
Roger Laurent begann seine Motorsportkarriere vor dem Zweiten Weltkrieg im Motorradsport. So wurde er 1937 und 1938 auf Velocette Belgischer 350-cm³-Meister. Als nach Kriegsende 1947 die Rennsportaktivitäten wieder aufgenommen wurden, war es Laurent der sowohl in der 350er- als auch in der 500er-Kategorie die ersten belgischen Nachkriegsmeistertitel gewann. 1948 verteidigte er auf Norton seine 350-cm³-Meisterschaft.
Schon Ende der 1940er-Jahre war Roger Laurent Mitglied der Ecurie Belgique und fuhr deren Veritas bei nationalen Sportwagenrennen in Belgien. Zu Beginn der 1950er-Jahre wechselte er zu den Monopostos. Die Erfolge blieben bescheiden, obwohl man ihm das neue Rennfahrzeug der Ecurie, einen Talbot, anvertraute. Nur bei einem Rennen in Albi und einem zweiten, das durch die Straßen von Helsinki führte und eine schwache Beteiligung hatte, konnte er Siege erreichen.
1952 gab er sein Debüt in der Formel 1. Beim Großen Preis von Belgien fuhr er einen Werks-HMW und wurde als Zwölfter klassiert. Die Ecurie Francorchamps, in die die Ecurie umbenannt wurde, erwarb im selben Jahr einen Ferrari 500, mit dem Laurent dann starke Leistungen zeigte. Auf dem Nürburgring beim Großen Preis von Deutschland wurde er Sechster, ein Jahr später in Chimay Vierter und 1954 in Syrakus Fünfter.
Sein Können zeigte er im Sportwagen. Für die Ecurie, die in den 1950er-Jahren Fahrzeuge der Marke Jaguar zum Einsatz brachte, war er bei allen großen Sportwagenrennen seiner Zeit am Start. 1954 wurde er Vierter in Le Mans und Dritter beim 6-Stunden-Rennen in Reims.
Nach einem schweren Trainingsunfall in Bari Ende 1954 musste er die gesamte Saison 1955 auslassen. 1956 kehrte er für ein Jahr noch einmal zurück und fuhr Sportwagenrennen.

## Statistik

### Motorrad-Titel
- 1937 – Belgischer 350-cm³-Meister auf Velocette
- 1938 – Belgischer 350-cm³-Meister auf Velocette
- 1947 – Belgischer 350-cm³-Meister auf Norton
- 1947 – Belgischer 500-cm³-Meister auf Velocette
- 1948 – Belgischer 350-cm³-Meister auf Norton

### Statistik in der Automobil-Weltmeisterschaft

#### Gesamtübersicht
| Saison | Team                 | Chassis     | Motor          | Rennen | Siege | Zweiter | Dritter | Poles | schn. Rennrunden | Punkte | WM-Pos. |
| ------ | -------------------- | ----------- | -------------- | ------ | ----- | ------- | ------- | ----- | ---------------- | ------ | ------- |
| 1952   | HW Motors            | HWM 52      | Alta 2.0 L4    | 1      | −     | −       | −       | −     | −                | −      | NC      |
| 1952   | Ecurie Francorchamps | Ferrari 500 | Ferrari 2.0 L4 | 1      | −     | −       | −       | −     | −                | −      | NC      |
| Gesamt | Gesamt               | Gesamt      | Gesamt         | 2      | −     | −       | −       | −     | −                | −      |         |

#### Einzelergebnisse
| Saison | 1 | 2  | 3 | 4 | 5 | 6 | 7 | 8 |
| ------ | - | -- | - | - | - | - | - | - |
| 1952   |   |    |   |   |   |   |   |   |
|        |   | 12 |   |   | 6 |   |   |   |

| Legende  | Legende            | Legende                                                          |
| Farbe    | Abkürzung          | Bedeutung                                                        |
| -------- | ------------------ | ---------------------------------------------------------------- |
| Gold     | –                  | Sieg                                                             |
| Silber   | –                  | 2. Platz                                                         |
| Bronze   | –                  | 3. Platz                                                         |
| Grün     | –                  | Platzierung in den Punkten                                       |
| Blau     | –                  | Klassifiziert außerhalb der Punkteränge                          |
| Violett  | DNF                | Rennen nicht beendet (did not finish)                            |
| Violett  | NC                 | nicht klassifiziert (not classified)                             |
| Rot      | DNQ                | nicht qualifiziert (did not qualify)                             |
| Rot      | DNPQ               | in Vorqualifikation gescheitert (did not pre-qualify)            |
| Schwarz  | DSQ                | disqualifiziert (disqualified)                                   |
| Weiß     | DNS                | nicht am Start (did not start)                                   |
| Weiß     | WD                 | zurückgezogen (withdrawn)                                        |
| Hellblau | PO                 | nur am Training teilgenommen (practiced only)                    |
| Hellblau | TD                 | Freitags-Testfahrer (test driver)                                |
| ohne     | DNP                | nicht am Training teilgenommen (did not practice)                |
| ohne     | INJ                | verletzt oder krank (injured)                                    |
| ohne     | EX                 | ausgeschlossen (excluded)                                        |
| ohne     | DNA                | nicht erschienen (did not arrive)                                |
| ohne     | C                  | Rennen abgesagt (cancelled)                                      |
| ohne     | keine WM-Teilnahme |                                                                  |
| sonstige | P/fett             | Pole-Position                                                    |
| sonstige | 1/2/3/4/5/6/7/8    | Punktplatzierung im Sprint-/Qualifikationsrennen                 |
| sonstige | SR/kursiv          | Schnellste Rennrunde                                             |
| sonstige | *                  | nicht im Ziel, aufgrund der zurückgelegten Distanz aber gewertet |
| sonstige | ()                 | Streichresultate                                                 |
| sonstige | unterstrichen      | Führender in der Gesamtwertung                                   |

### Le-Mans-Ergebnisse
| Jahr | Team                 | Fahrzeug      | Teamkollege        | Platzierung | Ausfallgrund |
| ---- | -------------------- | ------------- | ------------------ | ----------- | ------------ |
| 1953 | Ecurie Francorchamps | Jaguar C-Type | Charles de Tornaco | Rang 9      |              |
| 1954 | Ecurie Francorchamps | Jaguar C-Type | Jacques Swaters    | Rang 4      |              |

### Einzelergebnisse in der Sportwagen-Weltmeisterschaft
| Saison | Team                 | Rennwagen     | 1   | 2   | 3   | 4   | 5   | 6   | 7   |
| ------ | -------------------- | ------------- | --- | --- | --- | --- | --- | --- | --- |
| 1953   | Ecurie Francorchamps | Jaguar C-Type | SEB | MIM | LEM | SPA | NÜR | RTT | CAP |
| 1953   | Ecurie Francorchamps | Jaguar C-Type |     |     | 9   | DNF | DNF |     |     |
| 1954   | Ecurie Francorchamps | Jaguar C-Type | BUA | SEB | MIM | LEM | RTT | CAP |     |
| 1954   | Ecurie Francorchamps | Jaguar C-Type |     |     |     | 4   | 7   |     |     |